# Penanjung Panjang
Penanjung Panjang is een bestuurslaag in het regentschap Kepahiang van de provincie Bengkulu, Indonesië. Penanjung Panjang telt 746 inwoners (volkstelling 2010).